# Illés József (újságíró, 1860–1935)
Illés József, 1886-ig Weisz Jakab (Mesztegnyő, 1860. június 25. – Budapest, Erzsébetváros, 1935. február 25.) újságíró, lapszerkesztő, kiadóhivatali igazgató.

## Élete
Weisz Éliás és Morgenstern Netti gyermekeként született a Somogy vármegyei Mesztegnyőn. Iskoláit Nagykanizsán végezte, majd három évig a Budapesti Izraelita Tanítóképzőbe járt, ahol 1881-ben tanítói oklevelet szerzett. Miután eleget tett katonai kötelezettségének, a Budapesti Hírlap kiadóhivatalába került, ahol 1886 és 1891 között hivatalnokként dolgozott. Ez idő alatt a Budapesti Hírlapba is írt egy-két tárcát, de főleg az Egerben és Eger és Vidékében jelentek meg cikkei. Ez utóbbinak két évig fővárosi rendes munkatársa volt. 1891-ben megvált a Budapesti Hírlaptól és megindította a Fürdő- és Turista Ujságot, amelyet 1891. november 1-től a lap 1892. május 8-i megszűnéséig szerkesztett. 
1892-től a Magyar Nemzet kiadóhivatalának főnöke lett. Megalakulásakor Az Újság kiadóhivatalának élére került. Életének utolsó éveiben a Magyar Hírlap kiadóhivatalában dolgozott. Alapítója és elnöke volt az Újságkiadók Otthonának és főtitkára a Magyar Újságkiadók Országos Szövetségének.
Első cikke (elbeszélés) a Magyarország és a Nagyvilág című hetilapban (1881) jelent meg. A következő évben ugyanezen lapban több cikke is követte.

## Családja
Házastársa Rosenberg Róza (1865–1924) volt.
- Illés Margit (1888–1961). Férje Rooz Rezső (1879–1963), a Magyar Hírlap felelős szerkesztője volt.
- Illés Piroska (1892–1961). Férje Balassa Emil újságíró, színpadi szerző volt.
- Illés László (1894–1965), a 8 Órai újság munkatársa.[5] Első felesége (1910–1940) Kalk Margit, második felesége (1940–1965) Rottenpiller Stefánia volt.
- Illés Erzsébet (1896–?). Férje Brenner Sándor (1898–?) .
- Illés Mihály (?)

## Művei
- Néptanító. Monológ. Budapest, 1890
- Tanítóvilág. Elbeszélések. Budapest, 1890
- Illa berek, bohózat három felvonásban; 1894 nyarán előadta Rakodczay Pál színtársulata az Óbudai Színkörben